# Комісарово (Заводоуковський міський округ)
Коміса́рово (рос. Комиссарово) — село у складі Заводоуковського міського округу Тюменської області, Росія.
Населення — 53 особи (2010, 93 у 2002).
Національний склад станом на 2002 рік:
- росіяни — 95 %